# Nanganga (Masasi)
Nanganga ist ein Verwaltungsbezirk (englisch Ward) des Distrikts Masasi in der tansanischen Region Mtwara.

## Geografie
Nanganga liegt im Südosten von Tansania etwa 50 Kilometer Luftlinie nordöstlich der Distrikthauptstadt Masasi. Die Grenze im Norden bildet der Fluss Lukuledi. Der Bezirk grenzt im Norden an die Region Lindi, im Osten an den Bezirk Mkoma II, im Süden an Mikumbi und im Westen an Nangoo. Bei der Volkszählung 2022 lebten 12.735 Menschen in 4086 Haushalten auf einer Fläche von 188 Quadratkilometern.

## Gliederung
Der Bezirk besteht aus sechs Gemeinden (Mtaa) mit 31 Orten (Kitongoji):
| Nanganga A - Mingoyo - Kariakoo - Zimamoto - Songambele - Rahaleo | Namihungo - Chiungula B - Chiugula A - Namayanga - Nang'ambo - Chinyanyira | Mkungu - Nakayaya - Ngalinje - Narung'ombe - Chimemena - Nabada | Mkang'u - Uhuru - Jamhuri - Ujamaa - Kamba - Muungano - Buguruni | Chipite - Tulieni - Kongo - Kotazi - Zimamoto - Mahuruka | Nanganga B - Ilala - Kurasini - Mnazimmoja - Hosteli - Buguruni |

## Infrastruktur
- Bildung: Die Nanganga Secondary School ist eine staatliche weiterführende Schule, die Tagesschüler bis zur 4. Stufe ausbildet.[8]
- Gesundheit: Im Bezirk liegt eine Apotheke, die vom Primate’s World Relief and Development Fund und der Diözese von Malasi unterstützt wird.[9]
- Verkehr: Durch den Norden des Bezirks verläuft die asphaltierte Nationalstraße T6, die Masasi im Westen mit Mtwara im Osten verbindet.[10]